# Vytautas Umbrasas

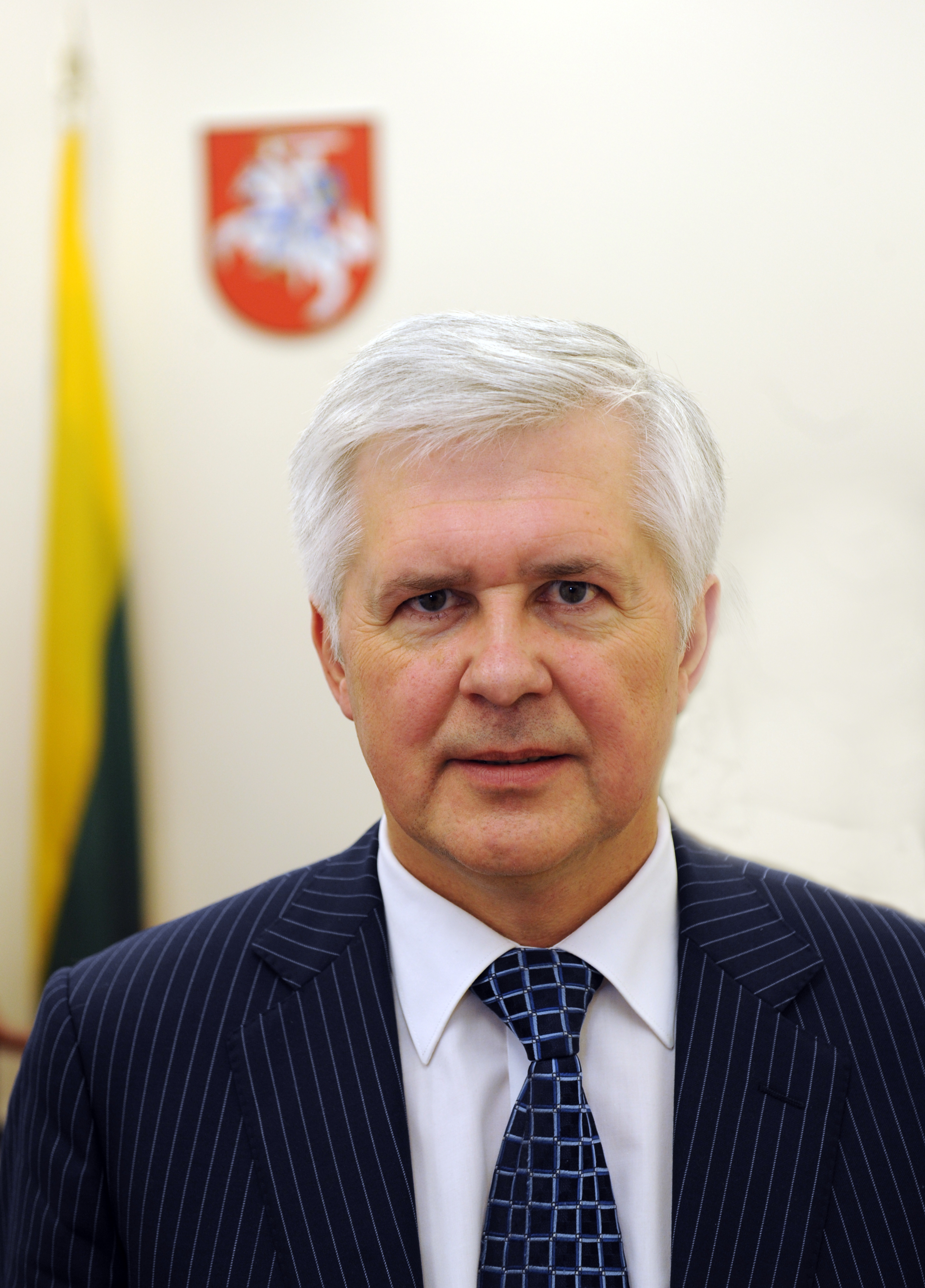

Vytautas Umbrasas (* 19. Dezember 1957 in Kairionys, Rajongemeinde Molėtai) ist ein litauischer Politiker, Vizeminister.

## Leben
Vytautas Umbrasas absolvierte das Diplomstudium der Geschichte an der Vilniaus universitetas. Von 1983 bis 1990 war er wiss. Mitarbeiter und stellv. Direktor im Museum Lietuvos liaudies buities muziejus. Von 1991 bis 1997 arbeitete er im Schutzamt bei Seimas und war Gehilfe in der Seimas-Kanzlei. Von 1997 bis 2004 war er Berater am Verteidigungsministerium Litauens. Von 2004 bis 2008 war er Berater des litauischen Präsidenten und ab 2008 Vizeminister der Verteidigung.